# Falmouth Foreside (Maine)
Falmouth Foreside es un lugar designado por el censo ubicado en el condado de Cumberland en el estado estadounidense de Maine. En el Censo de 2010 tenía una población de 1.511 habitantes y una densidad poblacional de 350,6 personas por km².

## Geografía
Falmouth Foreside se encuentra ubicado en las coordenadas 43°43′56″N 70°13′5″O / 43.73222, -70.21806. Según la Oficina del Censo de los Estados Unidos, Falmouth Foreside tiene una superficie total de 4.31 km², de la cual 3.93 km² corresponden a tierra firme y (8.71%) 0.38 km² es agua.

## Demografía
Según el censo de 2010, había 1.511 personas residiendo en Falmouth Foreside. La densidad de población era de 350,6 hab./km². De los 1.511 habitantes, Falmouth Foreside estaba compuesto por el 97.62% blancos, el 0.33% eran afroamericanos, el 0.07% eran amerindios, el 0.66% eran asiáticos, el 0% eran isleños del Pacífico, el 0.73% eran de otras razas y el 0.6% pertenecían a dos o más razas. Del total de la población el 0.99% eran hispanos o latinos de cualquier raza.